# 簡卡洛斯·卡內拉
簡卡洛斯·卡內拉（Jencarlos Canela，1988年4月21日—）是美國的一位演員和歌手。卡內拉出生在佛羅里達州邁阿密，他的父母是古巴人。他的弟弟傑森·卡內拉也是一位演員。